# Momir Bulatović
Momir Bulatović (Cyrillic: Момир Булатовић) (sinh 21 tháng 9 năm 1956, Begrad, CHLBND Nam Tư), là chính trị gia người Nam Tư và Montenegro. Bulatović trở thành Tổng thống Liên bang của Montenegro (1990–98) khi Montenegro là một phần của Liên bang Nam Tư, và còn là Thủ tướng Cộng hoà Liên bang Nam Tư (1998–2000). Ông lãnh đạo Đảng Dân chủ Xã hội Montenegro (DPS CG), kế vị của Liên minh Những người Cộng sản Nam Tư Montenegro, từ 1989-98. Ông sống ở Begrad.